# متطابقة أويلر
في التحليل الرياضي، متطابقة أويلر (بالإنجليزية: Euler's identity)، نسبة إلى الرياضياتي ليونارد أويلر، هي المتطابقة
{\displaystyle e^{i\pi }+1=0\,\!}
حيث
{\displaystyle e\,\!} عدد أويلر، وهو أساس اللوغاريتم الطبيعي
{\displaystyle i\,\!} هو الوحدة التخيلية، والذي يحقق i2 = −1
{\displaystyle \pi \,\!} هي ط، وهي النسبة التقريبية للدائرة، أو النسبة بين محيط الدائرة إلى قطرها.
متطابقة أويلر أحيانًا تدعى معادلة أويلر. وهي حالة خاصة من صيغة أويلر ويمكن اشتقاقها منها مباشرة.

## تاريخها
في حين أن هوية أويلر هي نتيجة مباشرة لصيغة أويلر، المنشورة في عمله الضخم في التحليل الرياضي عام 1748، مقدمة في التحليل اللانهائي، فمن المشكوك فيه ما إذا كان المفهوم الخاص لربط خمسة ثوابت أساسية في شكل مدمج يمكن أن يعزى إلى أويلر نفسه، كما لم يعبر عن ذلك أبدًا.

يذكر روبن ويلسون ما يلي.
لقد رأينا كيف يمكن بسهولة استنتاج [هوية أويلر] من نتائج يوهان برنولي وروجر كوتس، لكن يبدو أن أيًا منهما لم يفعل ذلك. حتى أويلر لا يبدو أنه قد كتبه صراحةً - وبالتأكيد لم يظهر في أي من منشوراته - على الرغم من أنه لا بد أنه أدرك أنه ينبع مباشرة من هويته ، eix = cos x + i sin x. علاوة على ذلك، يبدو أنه من غير المعروف من أول من ذكر النتيجة صراحةً….

## الجمال الرياضي
تشتهر متطابقة أويلر بشكل ملحوظ لجمالها الرياضي. قال عنها التربوي سلمان خان:«إذا لم تصبك هذه المتطابقة بالدهشة، فأنت لا تملك أية عاطفة».
تجمع هذه المتطابقة بين خمسة من أهم الثوابت الرياضية:
- الصفر.
- الواحد.
- ط أو π.
- هـ أو {\displaystyle e\,\!}.
- العدد التخيلي {\displaystyle i\,\!}.